# Mirela Mendoza
Mirela Mendoza Almeida, (Caracas, Venezuela, 23 de septiembre de 1979), más conocida como Mirela Mendoza, es una actriz, modelo y emprendedora venezolana.

## Biografía

### Trayectoria
Nacida en Caracas con el nombre Mirela Mendoza Almeida, al casarse en 2014 pasa a ser Mirela Mendoza Osío; a los 17 años comenzó una carrera en el mundo del espectáculo venezolano como actriz y modelo, llegando a ser muy conocida con el nombre de Mirela Mendoza: se ha destacado en el género de las telenovelas, donde comenzó en 1998 en la exitosa producción de RCTV Hoy te vi, que le abrió camino para participar en numerosos dramáticos venezolanos hasta 2008 y durante su "década dorada" (1998–2008) de las televenovelas también ha participado en comerciales de televisión para marcas como Didi Jean, McDonald’s, Always y otros en Venezuela. Como modelo ha trabajado a nivel internacional en USA, México y España: ha posado para revistas como Interviú y Maxim en poses sexys obteniendo mucha aclamación; en 2003 se convirtió en la primera rubia en aparecer como Chica Polar siendo llamada La rubia del oso. Luego de convertirse en madre por primera vez en 2008, termina su carrera como actriz y se marcha de Venezuela a USA, luego de ser madre por segunda vez en 2010 se dedica totalmente, debido a los niños aún en edad preescolar, al rol de esposa y madre hasta 2016 cuando, tener más tiempo libre mientras los niños están ahora en edad escolar, se convierte en emprendedora fundando en Miami su propia tienda, Le Papillon Decor Gallery, y su blog personal con buen éxito como influencer de moda. Para los roles interpretados como actriz consulte el párrafo correspondiente para obtener más detalles.

### Vida privada
Mirela tiene una hermana: Tatiana Patricia (1976) y tres medios hermanos: Alejandra Cristina Mendoza Bueno (1985), Samantha Mendoza Bueno (1988) y Andrés Arjuna Balucani Almeida (1988). Sus raíces son españolas por el lado de su padre y ecuatorianas por el lado de su madre. 
El 8 de octubre de 2008, nació su hija, Sofía Victoria Sosa; fruto de su relación con Manuel Sosa (actor). El 17 de noviembre de 2010, nació su hijo, Ernesto José Osio; fruto de su relación con el banquero venezolano David José Osio Montiel. El 26 de julio de 2014, se casaron en Nueva York, Estados Unidos; los padrinos de la boda fueron Luis Fernández y Mimí Lazo. En 2024, se separaron.

## Televisión
| Año       | Teleserie            | Personaje                     | Cadena Televisiva        |
| --------- | -------------------- | ----------------------------- | ------------------------ |
| 2007      | Toda una dama        | Lorena Rincón de Reyes        | RCTV Internacional       |
| 2006-2007 | Te tengo en salsa    | Ninoska Valladares            | RCTV                     |
| 2005-2006 | Soñar no cuesta nada | Mónica Hernández Rosas        | Venevisión Internacional |
| 2003-2004 | La Invasora          | Ana Victoria Fuentes          | RCTV                     |
| 2002      | La mujer de Judas    | Emma Brandt Echenagucia       | RCTV                     |
| 2000-2001 | Viva la Pepa         | Susana Bencecry               | RCTV                     |
| 2000      | Mis 3 hermanas       | Isabel Méndez                 | RCTV                     |
| 2000      | Hay amores que matan | Daniela                       | RCTV                     |
| 1999      | Mujer secreta        | Fátima Romero                 | RCTV                     |
| 1998-1999 | Hoy te vi            | Liliana Mungarrieta Henríquez | RCTV                     |